# Timo Arjanko
Timo Arjanko född 12 maj 1986 i S:t Michel, är en finsk landslagsman i bandy. Spelade i klubben Kampperit fram till 2006 då han flyttade till OLS Uleåborg. Säsongen 2007/2008 och 2008/2009 var han med och spelade hem finska mästerskapet med denna klubb. Kommer från och med säsongen 2009/2010 att spela bandy i Sverige för Villa Lidköping BK.
Var med och spelade för Finland i Bandy-VM 2009 och vann där ett brons. Har även spelat i finska pojk- och juniorlandslaget. Har blivit utsedd till Finlands bäste junior. Spelar ytterhalv, något han kan göra både till vänster och höger.